# Jean Sylvain
Jean Sylvain, född Sylvain Schenkel 21 oktober 1906 i Paris, död 5 juni 1970 i Neuilly-sur-Seine,  Île-de-France, var en fransk skådespelare.

## Roller i urval
- 1936 – Natthärbärget
- 1947 – Allt för Madeleine
- 1950 – Rättvisa har skipats
- 1951 – Ensam flicka i Paris
- 1951 – Knock
- 1952 – De smygande stegen
- 1952 – Nattens skönheter
- 1953 – Allt kan hända i Paris
- 1954 – Rött och svart
- 1957 – Ariane
- 1957 – Drömmarnas gränd
- 1957 – Tjuvar och älskare
- 1966 – Modesty Blaise